# Список умерших в 975 году
В этой статье представлен список известных людей, умерших в 975 году.
- См. также: Категория:Умершие в 975 году

## Январь
- 16 января — Тибо I де Блуа — первый граф Блуа, Шартра, Тура, Шатодёна, сеньор Вьерзона, Сансерра, Шинона, Сомюра и Божанси

## Июль
- июль — Туркетиль — настоятель монастыря Кроулэнд, святой Римско-католической церкви
- 4 июля — Кванджон — 4-й царь корейского государства Корё (950—975)
- 8 июля — Эдгар — король Англии (959—975) из Уэссексской династии; христианский святой
- 27 июля — Ранульф I — граф Ангулема и Перигора из дома Тайлеферов.

## Ноябрь
- 26 ноября — Конрад Констанцский — епископ Констанцский (934—975); святой Римско-католической церкви (канонизирован в 1123 году)

## Точная дата смерти неизвестна
- Аль-Каффаль аш-Шаши — учёный, исламский богослов, правовед и лингвист
- Аль-Муизз Лидиниллах — четвёртый халиф Фатимидского халифат (953—975)
- Гу Хунчжун — китайский художник.
- Дональд III — король Стратклайда (941—971)
- Лаченпо — лама
- Лют Свенельдич — сын киевского воеводы Свенельда.
- Олаф II Бьёрнссон — полулегендарный король Швеции (970—975)
- Скагул Тост — викинг, вождь шведской провинции Вестергётланд
- Чжоу Вэньцзюй — китайский художник; придворный художник последнего императора Южной Тан Ли Юя